# Laurin & Klement

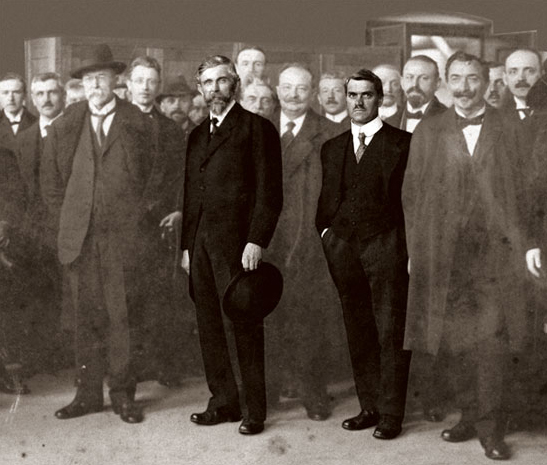
Création de l'entreprise Laurin & Klement (1895)

Laurin & Klement est un fabricant de bicyclettes, de motos et d’automobiles de Bohême,, (puis de Tchécoslovaquie), racheté en 1925 par le motoriste Škoda Auto pour former le département Automobiles de la société, Laurin & Klement – Škoda, simplifié par la suite en Škoda.

## Histoire
L'entreprise a été créée le 18 décembre 1895 à Mladá Boleslav (Bohême) par le libraire Václav Klement et le serrurier Václav Laurin. Laurin était l'associé des ateliers Kraus & Laurin de Turnov, spécialisée dans la reparation de vélos, et c'est Klement qui, mécontent des cycles fournis par la firme saxonne de Dresde Seidel & Naumann, proposa de créer une usine en Bohême. Seidel & Naumann avait d'ailleurs pris ombrage d'une lettre écrite en tchèque par Klement, déplorant la fragilité de leur matériel.
Au début, il ne s'agissait que de réparer ou de fabriquer des bicyclettes de marque Slavia, qu'on équipa trois ans plus tard d'un moteur. Dès 1898, les deux associés ouvrirent un second atelier en dehors de Mladá Boleslav, qui occupait 40 ouvriers. L'année suivante, cet atelier produisit ses premières motos ; dès la fin 1902, la 2000e moto sortait d'usine, et en 1905 une première auto. Les motos L&K remportaient déjà de nombreuses courses : sur 34 participations en 1903, elles se classèrent 32 fois sur le podium. En 1905, L&K produisait 19 modèles de moto différents, mono ou bi-cylindres. Il y avait même une quadri-cylindres, la 5 CV CCCC. Dès 1901, L&K s'intéressait aux automobiles : la société présenta un modèle au Salon de l'Automobile de Vienne.
En 1905, ils construisirent leurs premières automobiles : d'abord le modèle A, équipé d'un moteur bi-cylindres de 11 100 cm3 refroidi à l'eau, développant une puissance de 15,1 kW (7 CV), et peu après le Modèle B, équipé d'un moteur de 11 395 cm3, développant une puissance de 16,6 kW (19 CV). Suivirent en 1907 les modèles B2 avec 12 278 cm3 et 17,4 kW (10 CV), puis le modèle C, un taxi de 18,8 kW (12 CV).
En 1907, l'entreprise devint une société par actions, ce qui permit de racheter l'année suivante l'usine d'automobiles Reichenberger de Liberec, et ainsi de s'imposer comme le plus gros constructeur automobile d'Autriche-Hongrie. En 1909, elle recrutait l'ingénieur Otto Hieronimus, précédemment employé chez Benz et Daimler. C'était aussi un pilote, et il développa le Modèle FCR, une voiture de course capable d'atteindre les 130 km/h.
Outre des motos et des voitures, Laurin & Klement produisait des génératrices, des utilitaires, des omnibus, du matériel agricole et des rouleaux compresseurs. Près de 40 % des automobiles étaient exportées en Russie, au Japon, en Amérique Latine, en Nouvelle-Zélande et dans la plupart des pays européens. Jusqu'en 1914, les véhicules de marque Laurin & Klement se classaient dans les premières places aux courses automobiles.
Avec la Grande guerre, l'usine réorienta sa production vers l'armement, et la production de véhicules ne reprit qu'en 1919. Cela commença par le modèle Sh et la mini Modèle T ; puis des voitures 6-cylindres plus puissantes à chemisage Knight. À partir de 1924, elle fabriqua des moteurs d'avions sous licence Lorraine-Dietrich. De 1905 à 1925, elle avait commercialisé 60 modèles de voiture différents.
Le 27 juin 1925, la société fut revendue au groupe Škoda (l'une des clauses étant le maintien de Laurin comme Directeur technique). Les autos prirent désormais le nom de Škoda ; la production de vélos et de motos fut abandonnée.
Škoda Auto a produit ses modèles de luxe : Škoda Octavia, Škoda Yeti, Škoda Superb  et Škoda Kodiaq en hommage[Comment ?] à sa collaboration avec Laurin & Klement.

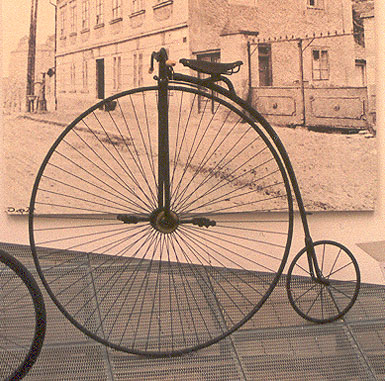
Un grand-bi Laurin & Klement (musée Škoda, à Mladá Boleslav).
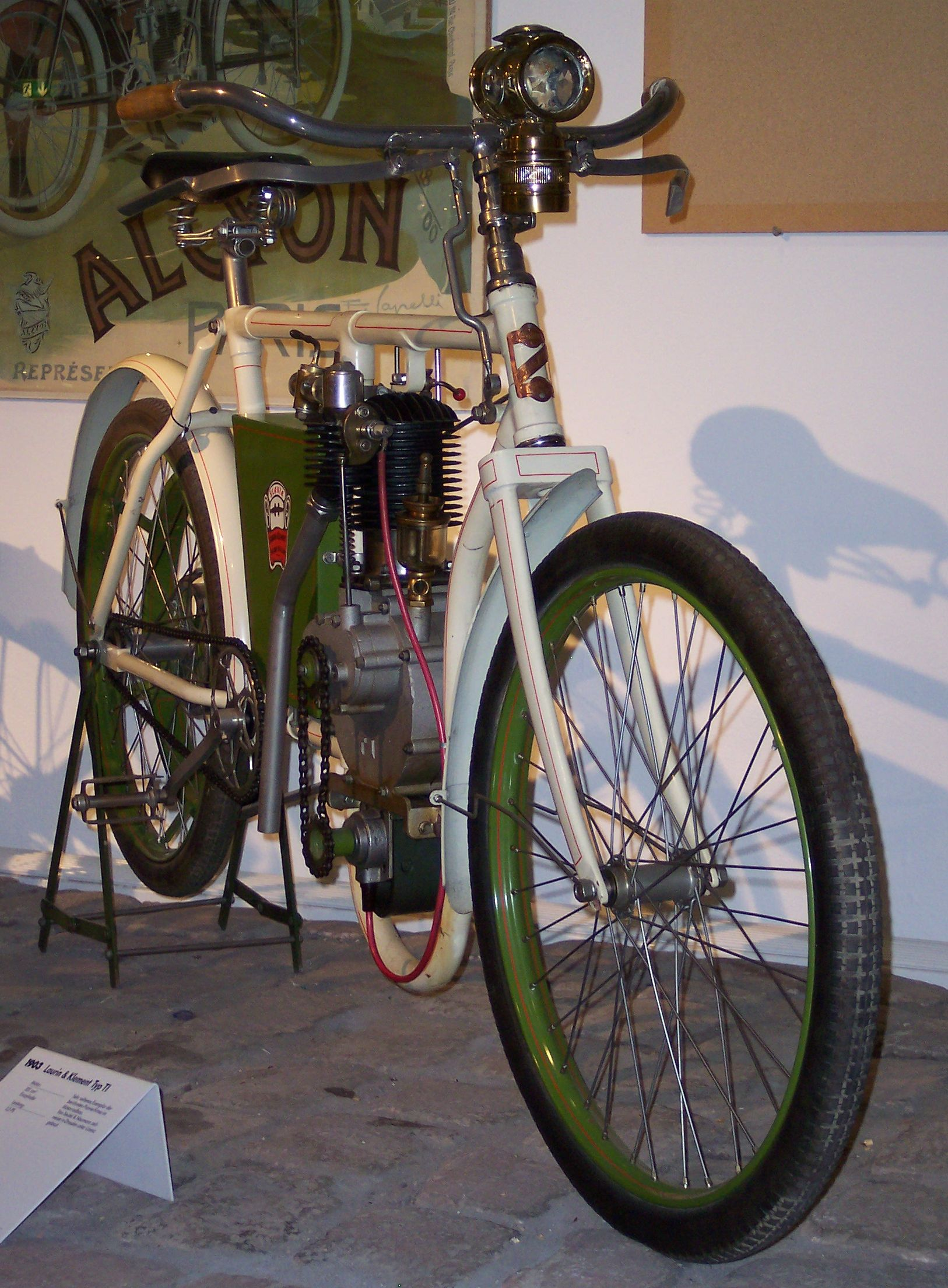
Laurin & Klement Type TI (1903).
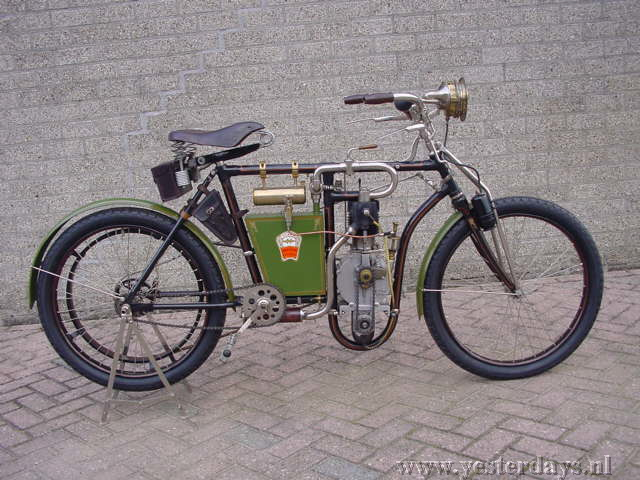
Laurin & Klement Type TI (1903).
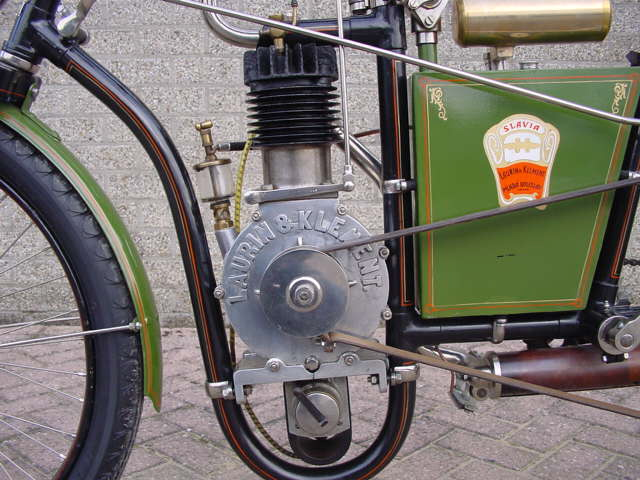
Laurin & Klement Bloc moteur de la moto Type TI (1903).
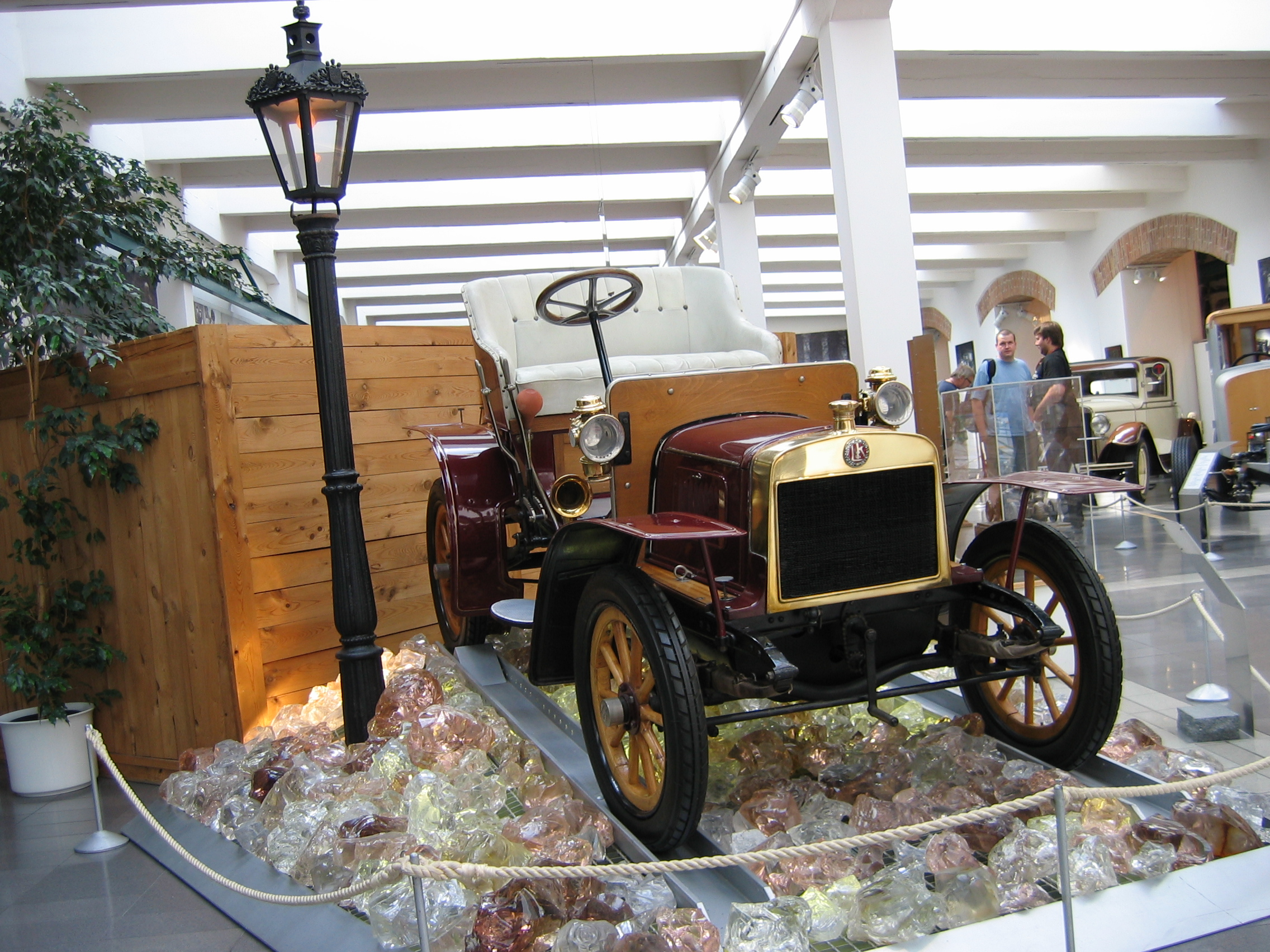
Laurin & Klement Type A (1905 ; musée Škoda, à Mladá Boleslav).
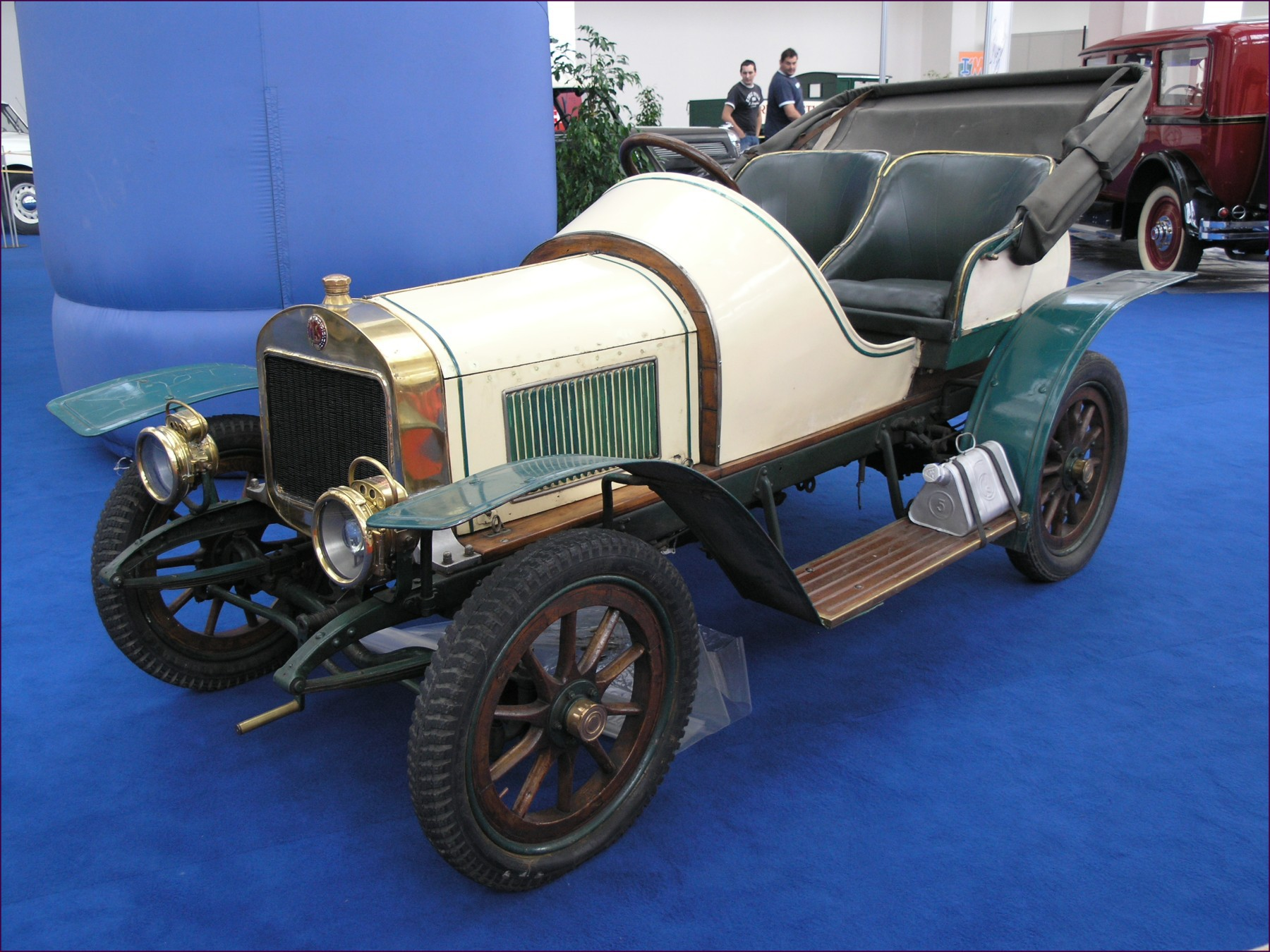
Laurin & Klement Type BS (1907).
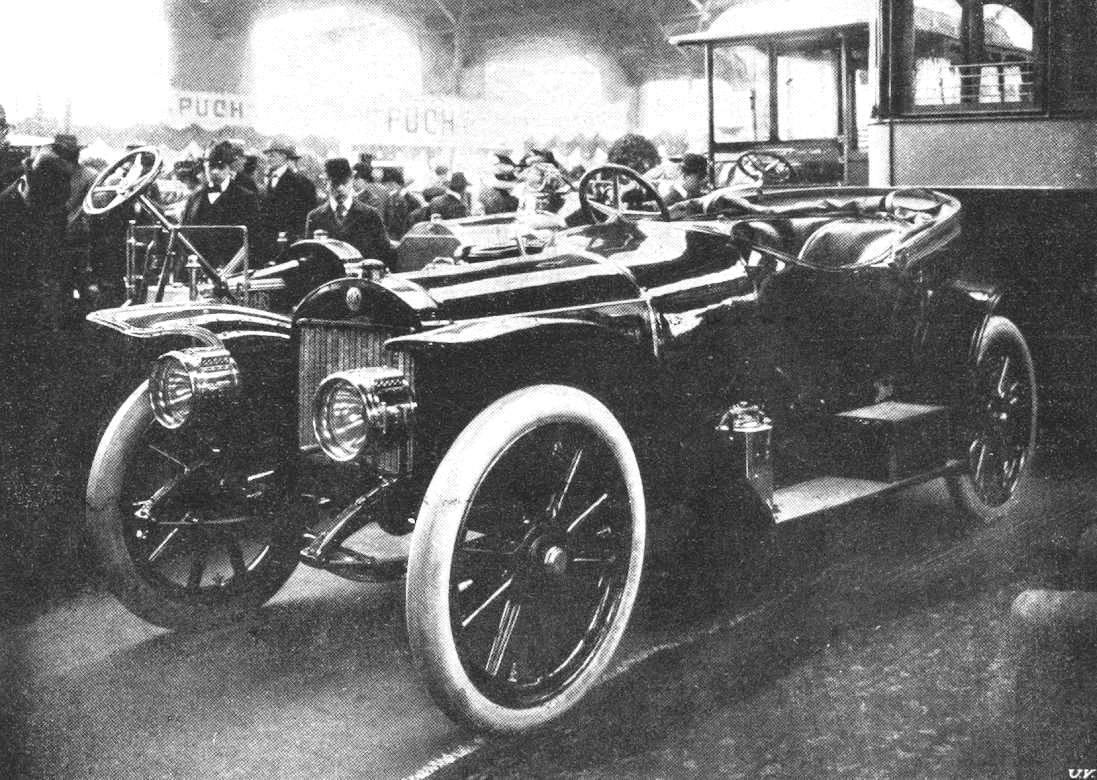
Laurin & Klement Type Sa (Au Salon de l'Auto de Prague de 1911).
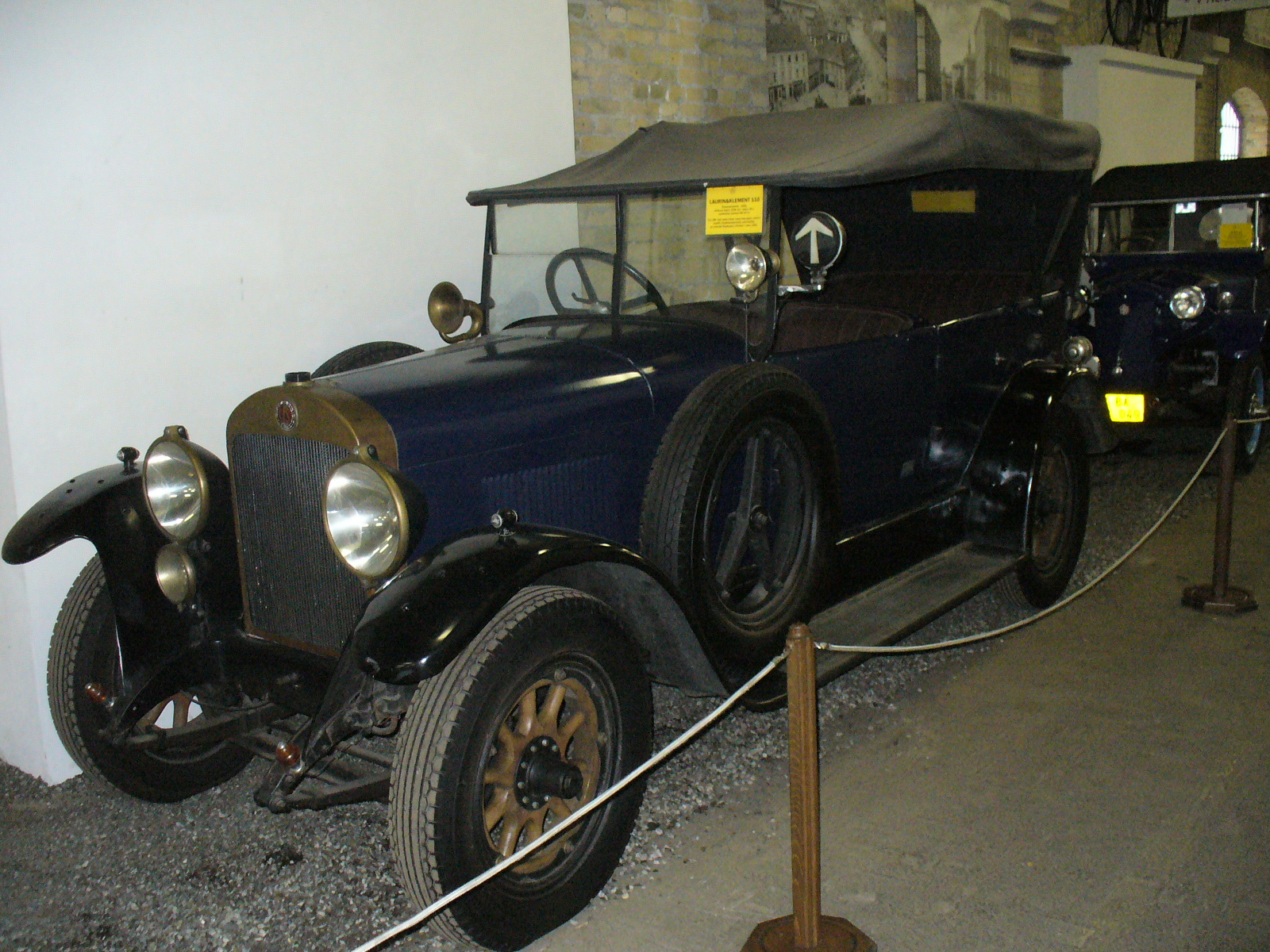
Laurin & Klement Une Škoda 110 (1925 ; musée dopravy, Bratislava).
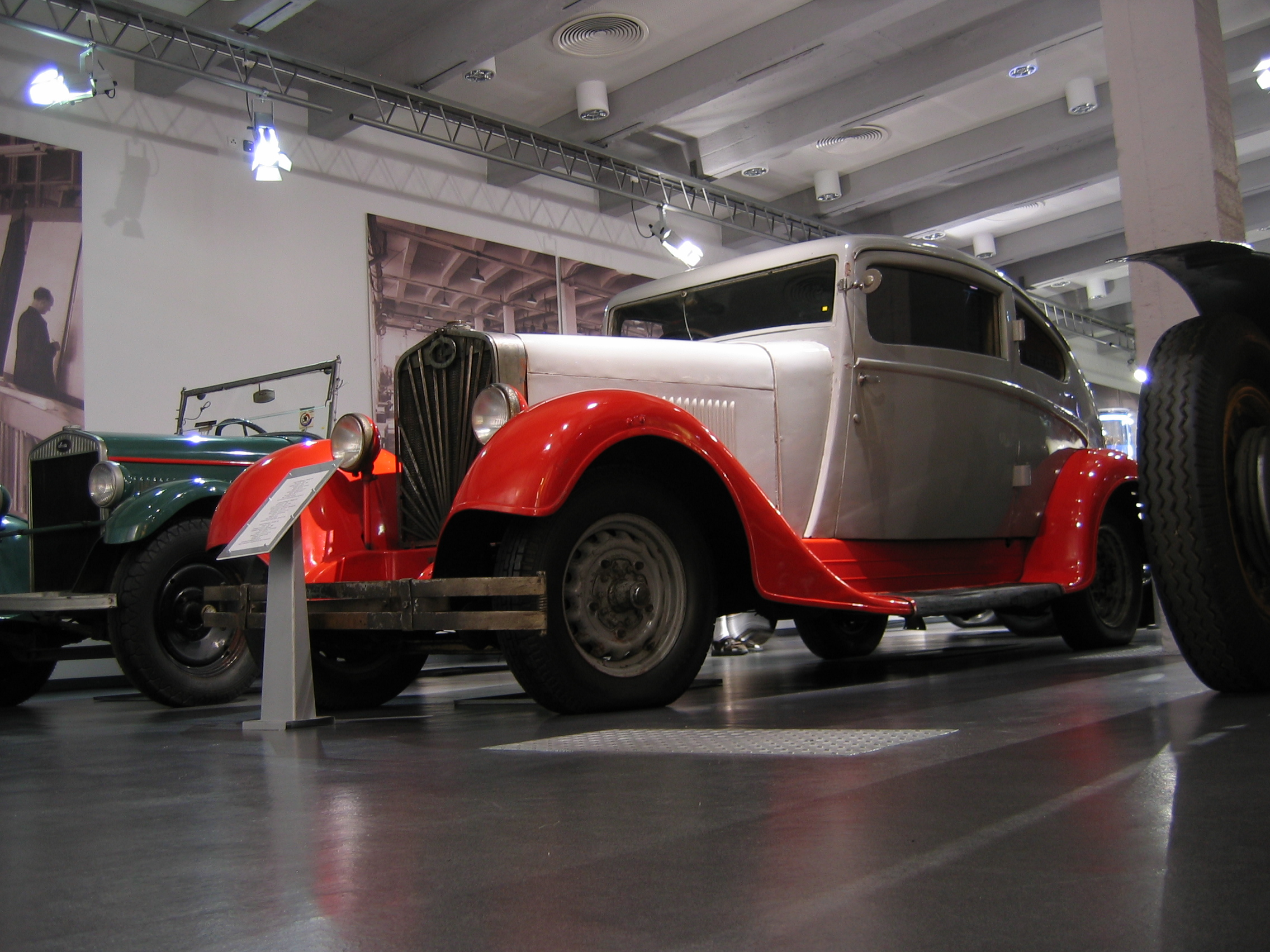
Laurin & Klement Typ Škoda 110, au musée Škoda.

## Voir également